# Manuela Secolo
Manuela Secolo (ur. 22 lutego 1977 w Treviso) – włoska siatkarka, reprezentantka kraju. Występowała na pozycji przyjmującej. Karierę zakończyła po sezonie 2013/14.

## Kluby
- 2001–2002  Starfin Ravenna
- 2002–2003  Vitrifrigo Fiam Italia Pesaro
- 2003–2007 Foppapedretti Bergamo
- 2007–2008 Famila Chieri
- 2008–2009  Olympiakos Pireus
- 2009–2010 MC-PietroCarnaghi Villa Cortese
- 2010–2011 Liu Jo Volley Modena
- 2011–2012 IcosCla Crema Volley
- 2012–2014 River Volley Piacenza

## Sukcesy

### Klubowe
- Puchar CEV: 2004
- Mistrzostwo Włoch: 2004, 2006, 2013
- Liga Mistrzyń: 2005, 2006
- Superpuchar Włoch: 2004
- Puchar Włoch: 2006, 2010, 2013
- Wicemistrzostwo Włoch: 2010

### Reprezentacyjne
- Puchar Świata: 2007
- Mistrzostwo Europy (2007)
- Brązowy medal World Grand Prix: 2008
- Mistrzostwo Europy (2009)